# Jaroslav Kmicikievič
Jaroslav Kmicikievič (* 30. června 1894 Dnistryk-Dubovyj) byl československý legionář, plukovník československé armády.

## Život
Jeho otec byl řeckokatolický farář. Vystudoval gymnázium v Přemyšli. (1905–1913); studoval právnickou fakultu (4 semestry) ve Lvově a v Praze (1919–1920).
Po vypuknutí 1. světové války byl dne 5.8.1914 přidělen jako jednoroční dobrovolník k 11. dělostřelecké jezdecké divizi rakousko-uherské armády. Za deset dní však byl jako politicky nespolehlivý uvězněn (Terezín, Thalerhof). Od 10.11.1915 sloužil u různých domobraneckých pluků. V květnu 1916 padl do italského zajetí, ve kterém byl skoro dva roky. V dubnu 1918 vstoupil do československých legií. Po 1. světové válce bojoval v řadách československé armády v maďarsko-československé válce. Po této válce se stal důstojníkem československé armády z povolání.
V roce 1939 vstoupil do nově vzniklé slovenské armády a stal se důstojníkem armády Slovenského státu. V 2. světové válce byl mj. slovenským posádkovým velitelem v Dněpropetrovsku (od prosince 1942 do února 1943). V červnu 1944 byl odvelen na italskou frontu, kde byl nejdříve velitelem 101. pěšího pluku. Po Jánu Imrovi, který přešel ke Spojencům, převzal velení nad 2. technickou divizí. Navázal kontakt s italskými partyzány. Od 13. do 26. dubna 1945, kdy byl osvobozen italskými partyzány, byl vězněn. Dne 28. dubna 1945 přejmenoval 2. slovenskou technickou divizí na 1. československou divizi v Itálii, která se tím stala součástí československého zahraničního vojska.
Po 2. světové válce byl opět důstojníkem československé armády. Zúčastnil se bojů s banderovci. Dne 20. února 1947 byl povýšen na plukovníka a dne 1. srpna 1949 byl přeložen do výslužby.

## Vyznamenání
- Československý válečný kříž 1914–1918
- Československá revoluční medaile
- Československá medaile Vítězství
- Medaglia della Fatiche di Guerra
- Československý válečný kříž 1939
- Řád Slovenského národního povstání I. třídy

- Kříž odboje I. st.,
- Pamětní medaile (1939)
- Za hrdinstvo III. st. (1940)
- Za hrdinstvo II. st. (1942)
- Československá medaile za zásluhy I. st. (1947)